# Patroklos

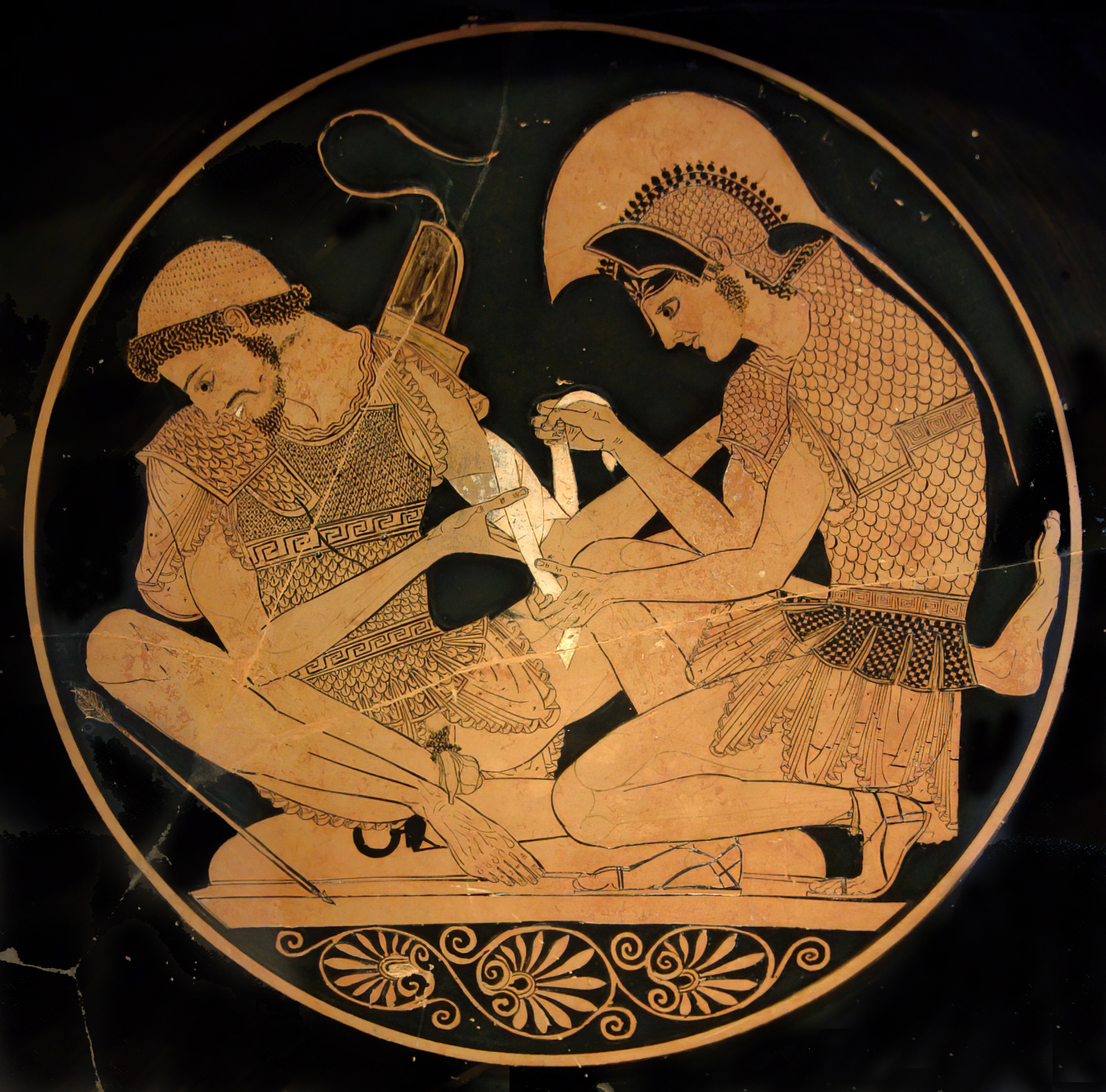
Pohár od Sosia zobrazující Achilla jak obvazuje Patroklovu paži

Patroklos (řecky Πάτροκλος sláva otcova) je postava z řecké mytologie, syn hrdiny Menoitia z Opuntu. Patroklos byl Achillovým nejvěrnějším přítelem (homérovská tradice o jiném než přátelském vztahu nehovoří, někteří pozdější řečtí autoři vyvozují, že se mohlo jednat i o vztah sexuální). 
Zúčastnil se s ním trójské války. Vynikal šlechetností a v boji udatností. Jen jednou mu osud dopřál, aby bojoval v čele vojska – když se Achilleus pro hněv neúčastnil bitvy, vypůjčil si jeho zbroj a zahnal Trójany od lodí až k městu. V tomto boji však zahynul zrádným zásahem boha Apollóna, který ho udeřil zezadu a rozepnul mu brnění, takže ho Trójan Euforbos proklál. Poslední úder mu zasadil do hlavy velitel trójského vojska Hektór.
S Achilleem a Hektorem je Patroklos hlavní postavou Íliady, vedle Hektora je nejkladnějším hrdinou.